# Jean Maugin
Jean Maugin (* im 16. Jahrhundert in Angers; † im 16. Jahrhundert) war ein französischer Dichter und Übersetzer.

## Leben und Werk
Jean Maugin, von dessen Lebenslauf nichts bekannt ist, trat von 1546 bis 1556 vor allem mit Übersetzungen und Bearbeitungen hervor. Am bekanntesten ist seine von Louis-Élisabeth de la Vergne de Tressan wiederentdeckte humanistische Version des Tristan-Stoffes (1554), von der allerdings eine moderne Ausgabe fehlt (2023).

## Werke (Auswahl)
- (1546) Le premier livre de Palmerin d’Olive, filz du roy Florendos de Macedone et de la belle Griane, fille de Remicius empereur de Constantinople. Histoire plaisante & de singuliere recreacion, traduite jadis par un auteur incertain de castillan en françois, lourd & inusité, sans art, ou disposicion quelconque. Maintenant reveuë, & mise en son entier selon nostre vulgaire, par Jean Maugin natif d’Angiers. Soing & secret. Marnef, Paris 1546. (Übersetzung von: El libro del famoso y muy esforzado caballero Palmerín de Olivia. 1511.)
- (1546) L’Amour de Cupido et de Psiché, mère de volupté, prinse des cinq et sixiesme livres de la Metamorphose de Lucius Apuleius, philosophe, nouvellement historiée et exposée tant en vers italiens que françois (par Jean Maugin, dit le Petit Angevin). Marnef, Paris 1546.
- (1547) Les Figures de l’Apocalypse de saint Jan, apostre, & dernier Evangeliste, exposées en Latin & vers Françoys. Estienne Groulleau, Paris 1547.
- (1549) Le premier livre de l’histoire et ancienne cronique de Gerard d’Euphrate, duc de Bourgogne. Hrsg. Richard Cooper. Classiques Garnier, Paris 2012. (kritische Ausgabe, mit Bibliographie)
- (1554) Le Premier livre du nouveau Tristan, prince de Leonnais, chevalier de la Table ronde, et d’Yseulte, princesse d’Yrlande, royne de Cornouaille, fait francoys, par Jan Maugin, dit L’Angevin. Vve M. de La Porte, Paris 1554. 1567.
- (1556) Melicello, discourant au recit de ses amours mal fortunées, la Fidélité abusée de l’Ingratitude. Fait françoys, par Jan Maugin, Angevin. Estienne Groulleau, Paris 1556.